# Шакалы (фильм)
«Шакалы» — советский криминальный боевик, снятый в 1989 году Хабибом Файзиевым на студии «Фора-фильм».
Авторы сценария Всеволод Иванов, Хабиб Файзиев.
Режиссёр-постановщик Хабиб Файзиев.
Композитор Энмарк Салибов.
Производство студии Фора-фильм, 1989 год.
Продолжительность 84 мин.

## Сюжет
Двое солдат, вернувшись из армии, в аэропорту Ташкента встречаются с местным торговцем наркотиков по прозвищу Крыса. Там же оказывается бывшая девушка одного из солдат — Эльмира, которая предотвращает конфликт, и они вместе уезжают. По дороге их останавливает сотрудник ГАИ, и в общении с ним Эльмира показывает, что она не последний человек в городе, и сотрудник отпускает их. Крыса и его брат по прозвищу Геббельс, чьей возлюбленной является Эльмира, преследуют их на машине, однако в темноте теряют след и возвращаются обратно в город.
В это время в отделе милиции избивают молодого человека, заступившегося за сокамерника и оторвавшего погон у сержанта Потипко. К делу об избиении подключается депутат.

## В ролях
- Андрей Подошьян — «Геббельс», лидер неонацистов
- Назим Туляходжаев — Крыса, наркодилер
- Лев Дуров — отец погибшего солдата
- Анатолий Кузнецов — депутат
- Александр Соловьёв — сержант Потипко
- Рустам Уразаев — Рустам, демобилизованный «афганец»
- Елена Никифорова — Эльмира
- Оксана Калиберда — Диля, стюардесса
- Александр Шишкин